# Колесников, Николай Иванович
Никола́й Ива́нович Коле́сников (1929—2009) — советский и российский историк, преподаватель, комсомольский и партийный работник. Кандидат исторических наук (1972). Ректор Южно-Сахалинского государственного педагогического института (1974—1983). Почётный гражданин Сахалинской области (2001).

## Биография
Родился в семье учителя. В 1947 году вместе с родителями приехал на Сахалин, в с. Озерецкое Анивского района, где в апреле того же года начал трудовую деятельность рыбаком бригады прибрежного лова на Песчанском рыбозаводе, а в августе направлен на комсомольскую работу: сначала работает старшим пионервожатым Анивской средней школы, а с декабря 1948 года заведует отделом пионерской работы в Анивском райкоме ВЛКСМ. Член ВКП(б) с 1949 года.
В 1951 году окончил двухгодичный Южно-Сахалинский учительский институт, получив диплом учителя русского языка и литературы, а также физического воспитания. В 1955 году поступил на заочное отделение Хабаровского пединститута, на 5-м курсе перевёлся в Южно-Сахалинский государственный педагогический институт (закончил его в 1961 году). Затем до 1963 года очно учится в Высшей партийной школе при ЦК КПСС. В 1968—1972 годы заочно учится в аспирантуре Московского государственного педагогического института им. В. И. Ленина, где защитив диссертацию на тему «Деятельность КПСС по повышению активности интеллигенции в коммунистическом строительстве (1956—1966 гг.)», получил учёную степень кандидата исторических наук.
- июль 1951—1953 — лектор (с января 1952 года руководитель лекторской группы) Сахалинского обкома ВЛКСМ
- февраль 1953—1955 — первый секретарь Александровского горкома ВЛКСМ
- декабрь 1955—1956 — второй секретарь Сахалинского обкома ВЛКСМ
- 24 мая 1956—сентябрь 1961 — первый секретарь Сахалинского обкома ВЛКСМ (в 1958—1961 гг. — кандидат в члены бюро обкома КПСС)
- август 1963—1965 — заместитель заведующего отделом пропаганды и агитации Сахалинского обкома КПСС
- декабрь 1965—1967 — заведующий отделом школ Сахалинского обкома КПСС
- сентябрь 1967—1974 — заведующий отделом пропаганды и агитации Сахалинского обкома КПСС

Около 20 лет являлся членом Сахалинского обкома КПСС
С июля 1974 по январь 1983 года на должности ректора Южно-Сахалинского государственного педагогического института. При нём построен новый учебный корпус и несколько общежитий.
С начала 1983 года в течение двух лет работал старшим научным сотрудником ЮСГПИ, с февраля 1985 до начала 1989 года — лектором отдела пропаганды и агитации Сахалинского обкома КПСС, после чего возвращается в пединститут. С января 1989 года — доцент кафедры истории КПСС и научного коммунизма (с 1991 года — кафедра социально-политических наук; в марте 1994 года он избирается её профессором). С августа 1998 по 2004 годы возглавлял Сахалинский Центр документации новейшей истории, являлся заместителем директора Государственного архива Сахалинской области, не прерывая и преподавательской деятельности в СахГУ.
В 2004 году ушёл на пенсию и переехал в г. Черноголовка Московской области, где и жил до конца своих дней.